# 페파피그

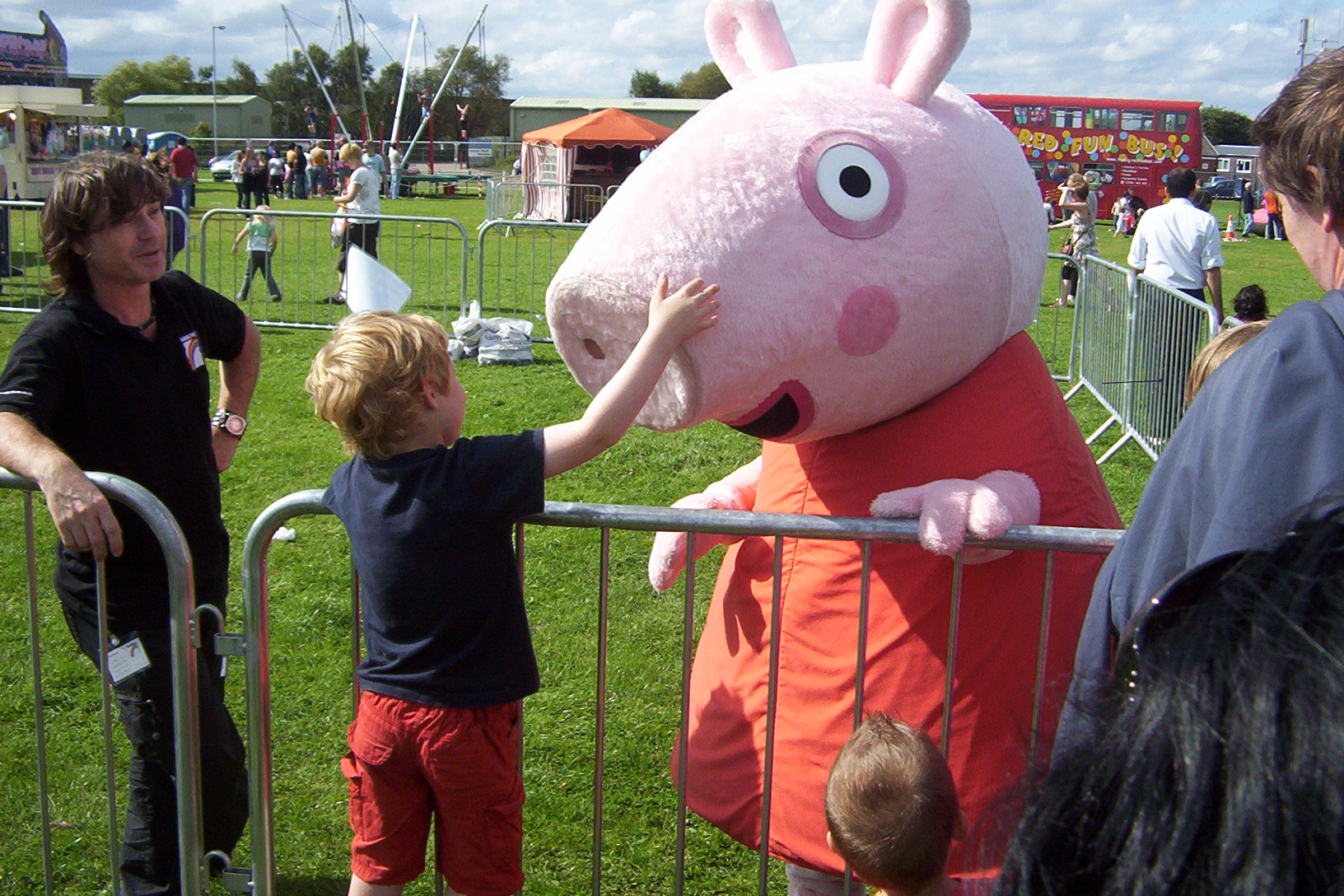
영국의 페파피그

《페파피그》(Peppa Pig)는 베이커 데이비스 감독의 영국의 유치원 어린이용 애니메이션 텔레비전 시리즈로, 2004년 5월 31일 첫 방영을 시작하였다. 현재까지 7개의 시리즈물이 방영되었다. 180개 지역에서 방영되고 있다.

## 등장인물
- 페파(Peppa): 주인공이며 양 수지와 단짝이다. 요정을 사랑하며 진흙탕 튀기기를 상당히 좋아한다. 곰돌이 인형을 항상 들고 다닌다.
- 조지(George): 페파의 남동생. 공룡을 상당히 좋아해서 대답할때도 거의 "공롱"이라고 말한다. 조지 역시 진흙탕 튀기기를 좋아하며 공룡 인형을 거의 매일 들고 다닌다.
- 페파 아빠: 안경이 트레이드마크이며 직장인이다. 뱃살이 나오고 덜렁대는 성격이다. 진흙탕 튀기기를 좋아한다.
- 페파 엄마: 힘이 세고 다정하다. 진흙탕 튀기기를 좋아한다.

## 성우
- 오주연
- 김은아
- 김윤미
- 오인성
- 홍소영
- 엄상현
- 오병조
- 정미라
- 전해리
- 한미리
- 이민규
- 이상준